# Ellen Winqvist
Ellen Adolfina Winqvist, född 30 mars 1882 i Malmö, död 20 april 1961 i Malmö, var en svensk skulptör.
Efter konstnärlig utbildning i Malmö och för Kai Nielsen i Köpenhamn arbetade hon huvudsakligen med figur och porträttskulpturer i skilda material. Hon medverkade i Skånes konstförenings utställningar i Malmö under 1930- och 1940-talen med ett antal skulpturer. Winqvist är begravd på Sankt Pauli mellersta kyrkogård i Malmö.